# Fermi National Accelerator Laboratory

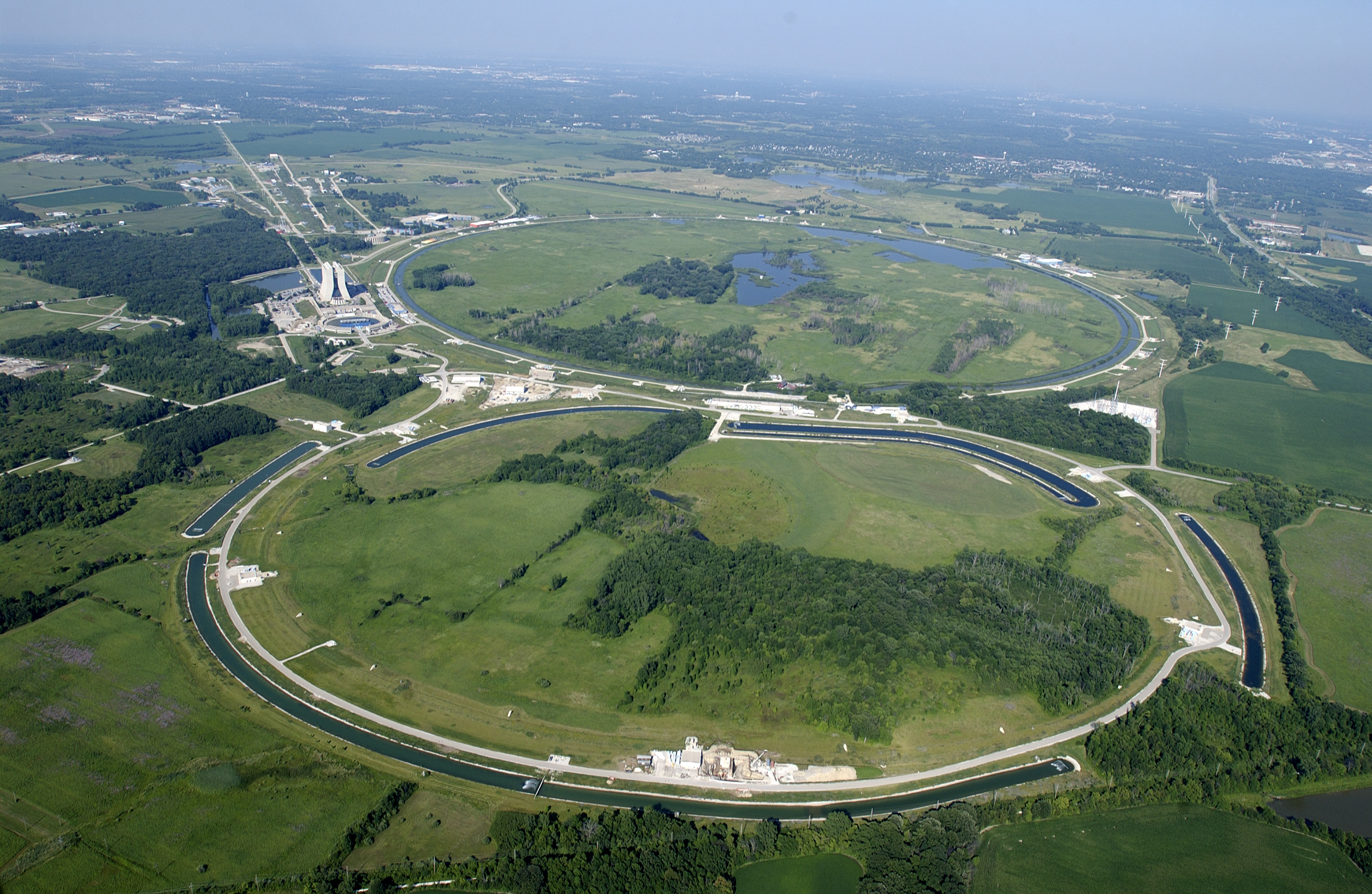
Vedere aeriană a acceleratorului Tevatron, la Fermilab.

Fermi National Accelerator Laboratory, prescurtat Fermilab, este un centru de cercetare specializat în fizica energiilor înalte, situat în Batavia, Illinois, în apropiere de Chicago. Funcționează ca laborator național al Departamentului Energiei al SUA, sub coordonarea științifică a Universității din Chicago și a unui consorțiu internațional de universități. Fermilab operează acceleratorul Tevatron, de tip collider, capabil să producă ciocniri proton-antiproton la energia de 1,96 TeV; experimentele efectuate aici au dus la descoperirea quarkului top, în anul 1995.